# پاول لوی
پل لوی (۱۱ مارس ۱۸۸۳–۹ فوریه ۱۹۳۰) یک رهبر سیاسی کمونیست و سوسیال دموکرات در آلمان بود. وی پس از ترور رزا لوکزامبورگ و کارل لیبکنشت در سال ۱۹۱۹ رئیس حزب کمونیست آلمان شد. پس از اینکه حزب کمونیست او را بخاطر انتقادات علنی از حزب اخراج کرد، وی سازمان کار کمونیست را تشکیل داد که این سازمان در سال ۱۹۲۲ با حزب مستقل سوسیال دموکرات ادغام شد. این حزب بعد از مدتی با حزب سوسیال دموکرات آلمان ادغام شد و لوی به یکی از رهبران جناح چپ آن تبدیل شد.